# Катыринский сельсовет
Каты́ринский сельсовет — муниципальное образование со статусом сельского поселения в Октябрьском районе Курской области Российской Федерации.
Административный центр — деревня Митрофанова.

## История
Статус и границы сельсовета установлены Законом Курской области от 21 октября 2004 года № 48-ЗКО «О муниципальных образованиях Курской области».

## Население
| 2002  | 2010  | 2012  | 2013  | 2014  | 2015  | 2016  |
| ----- | ----- | ----- | ----- | ----- | ----- | ----- |
| 1385  | ↘1366 | ↗1508 | ↗1552 | ↗1632 | ↗1661 | ↗1680 |
| 2017  | 2018  | 2019  | 2020  | 2021  |       |       |
| ↗1688 | ↘1676 | ↘1665 | ↗1668 | ↘1654 |       |       |

## Состав сельского поселения
| № | Населённый пункт | Тип населённого пункта          | Население |
| - | ---------------- | ------------------------------- | --------- |
| 1 | Катырина         | деревня                         | ↘160      |
| 2 | Кораблева        | деревня                         | #Н/Д      |
| 3 | Лозовское        | село                            | ↘229      |
| 4 | Малютина         | деревня                         | ↘114      |
| 5 | Митрофанова      | деревня, административный центр | ↘309      |
| 6 | Нижняя Малыхина  | деревня                         | ↘85       |
| 7 | Половнева        | деревня                         | ↗152      |
| 8 | Реутова          | деревня                         | ↗76       |
| 9 | Семенихина       | деревня                         | ↘132      |